# 亚洛瓦省
亚洛瓦省（土耳其語：Yalova ili）是位于土耳其西北、马尔马拉海边的一个省，首府亚洛瓦。此省為土耳其面積最小的省，僅847平方公里。1930年至1995年，亚洛瓦省為伊斯坦堡省的一部份，1995年從伊斯坦堡省分離。
2010年人口有203,741人。下轄5個縣。